# ICE 2

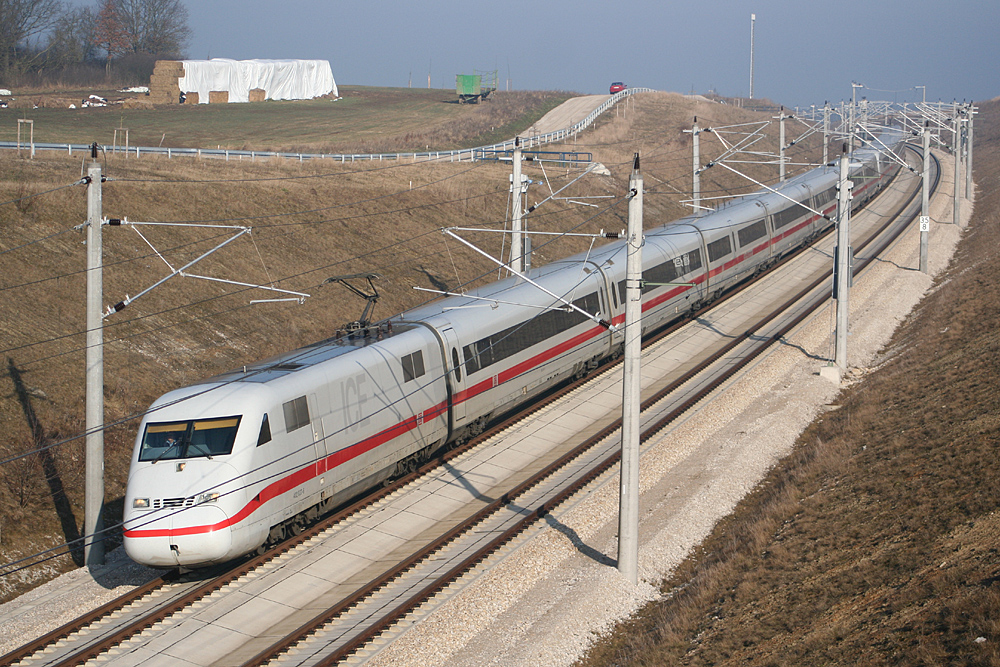
ICE mezi Norimberk a Ingolstadt

ICE 2 jsou vysokorychlostní vlakové soupravy společnosti Deutsche Bahn, vyráběné společností Siemens v období let 1995 až 1997. Maximální rychlost ICE 2 je 280 km/h.

## Napájecí soustavy
- 15 kV 16,7 Hz